# 骑士

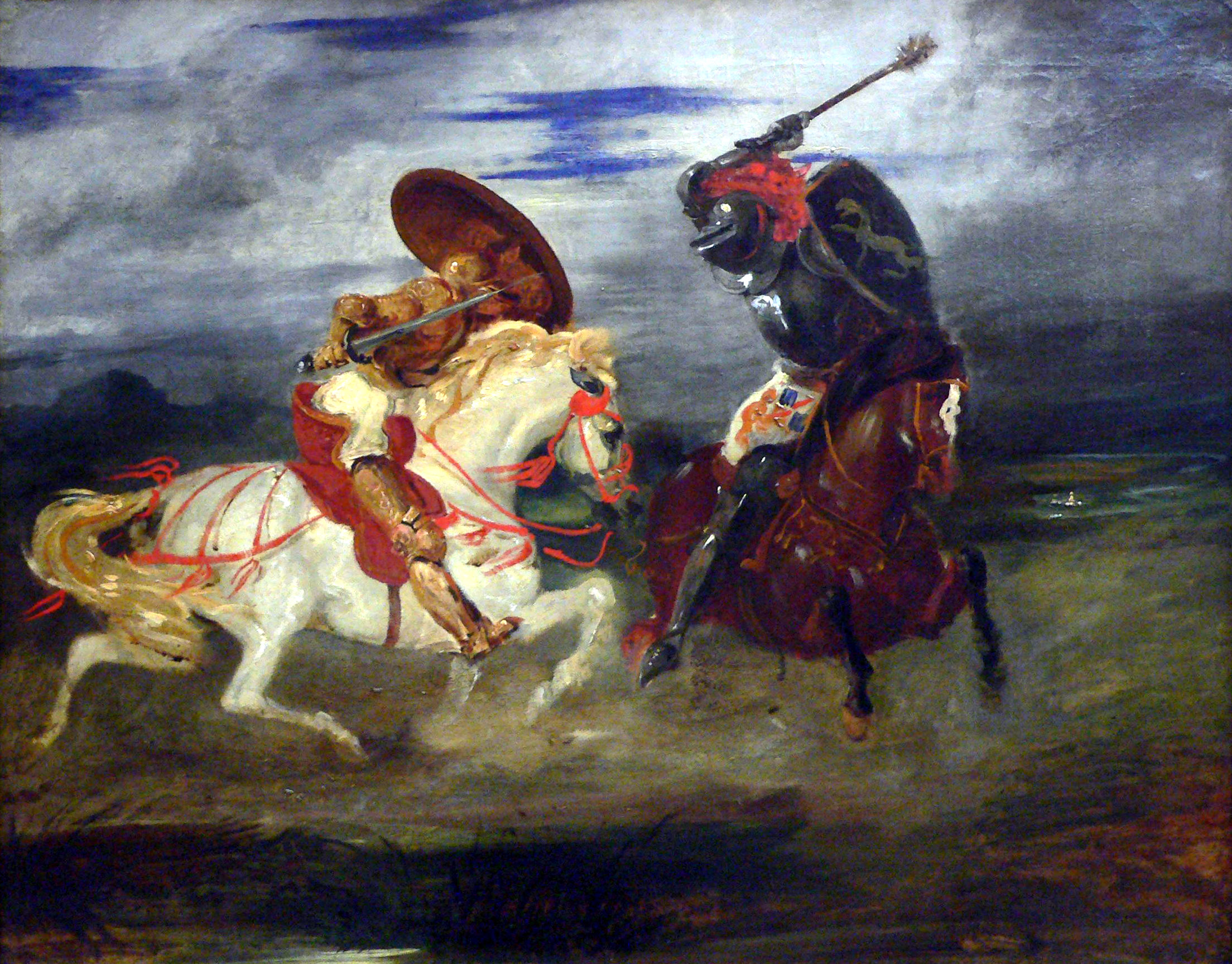
兩名騎士正在決鬥（由歐仁·德拉克羅瓦所繪）

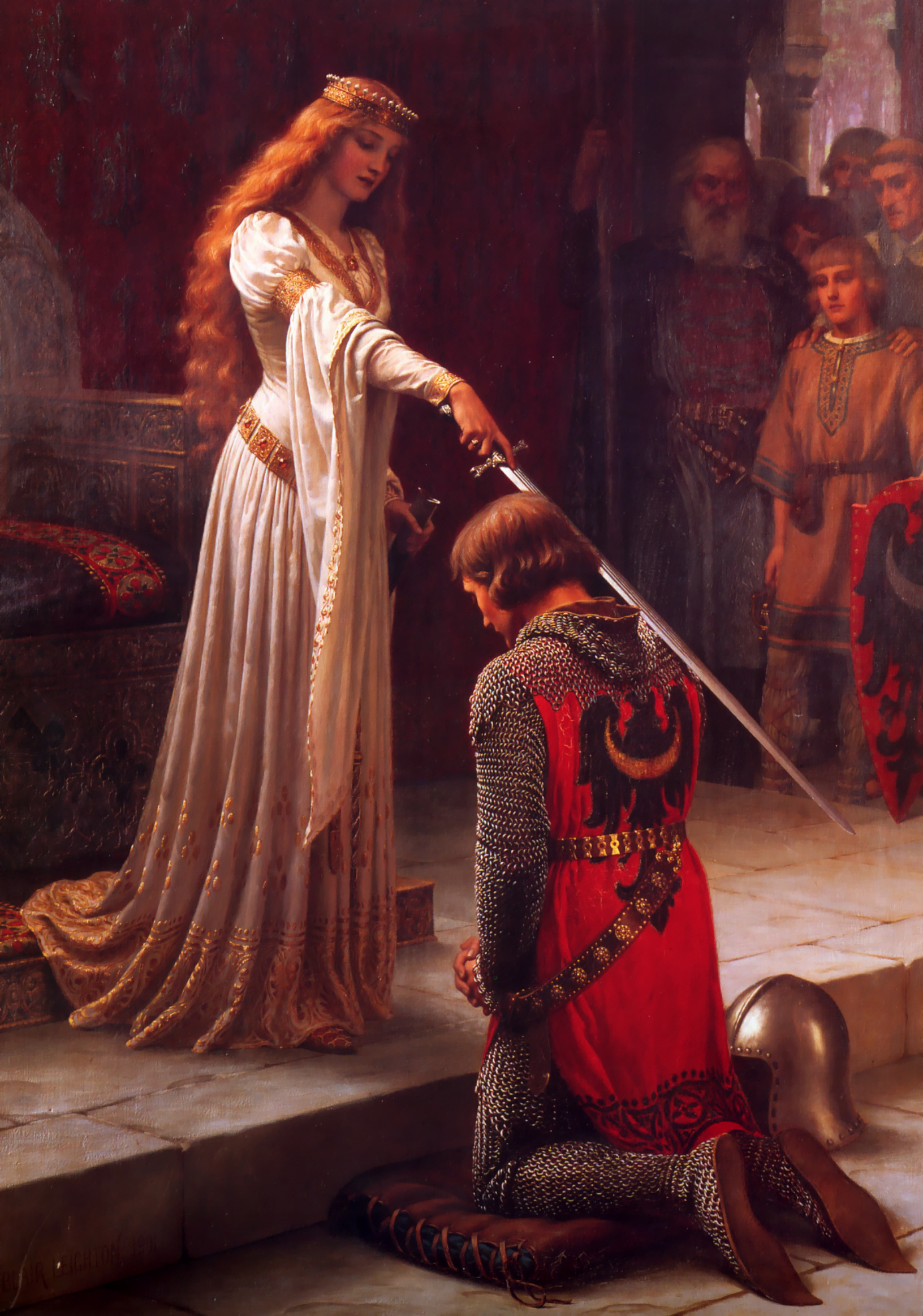
封主把劍放平，封一名青年為騎士。

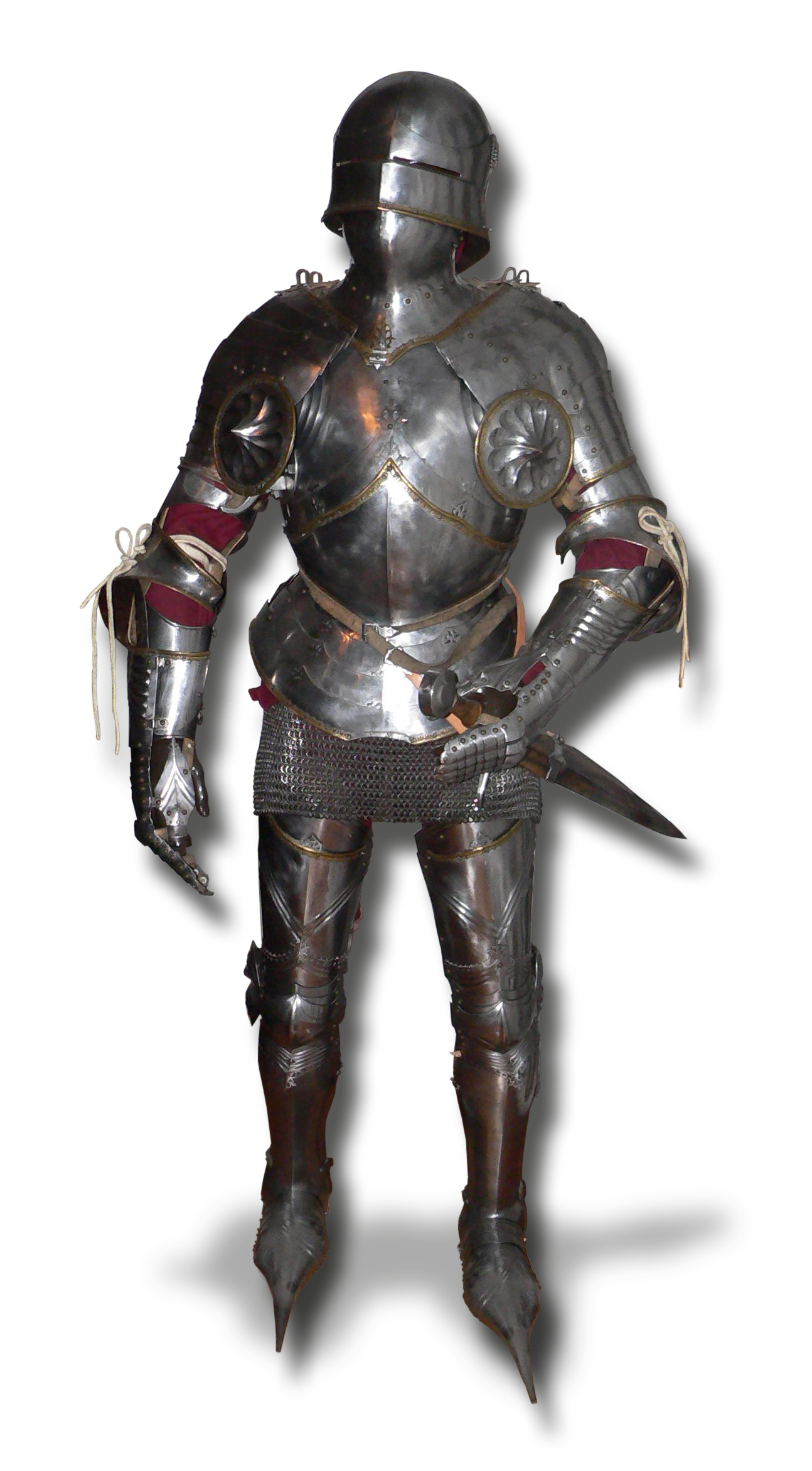
一套屬於骑士的盔甲

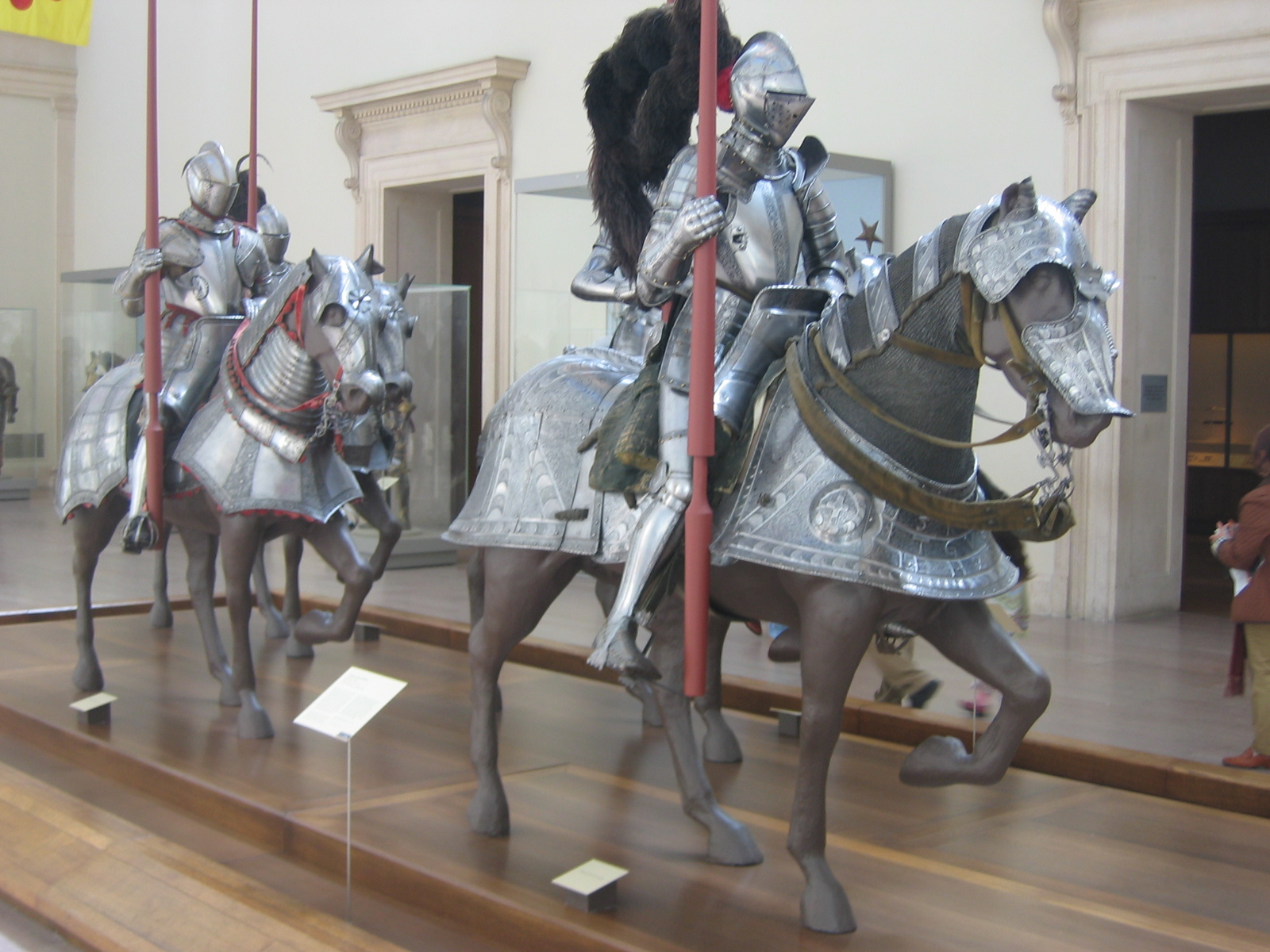
近世骑士

骑士（英語：Knight），是欧洲中世纪最低階的貴族階層。骑士頭銜來自領主的冊封，騎士除了能獲得自己的封地之外，也必須為所效忠的领主作戰，戰時須自备武器與马匹。現代部分歐洲國家仍保留騎士頭銜為有特殊貢獻的人作榮譽表揚，通稱為爵士（Sir）。欧洲的骑士制度與中國傳統的士、日本的武士制度非常相似。
在骑士文学中，骑士往往是勇敢、忠诚的象征，並以騎士精神作為行事守則，是英雄的化身。
在英國，能受冊封為騎士是莫大的榮耀。而這項歷史悠久的傳統在1560年以來，英國開放給各個領域的傑出人士有機會獲此榮勳。

## 歷史
在8世纪时，騎士一詞在法蘭克國王查理大帝管轄下的禁衛軍中出現，這些騎馬的士兵跟隨查理大帝一同作戰，並於法蘭克人對抗阿拉伯人的侵略戰爭中漸露鋒芒。此時期的騎士並非貴族階層，只是軍銜而已，只要能自備裝備與馬匹來報名入伍的都能成為騎士。
11世纪左右經濟與蹄鐵技術提升，能自備馬匹與裝備的騎士不論經濟與武藝等外在條件都比一般士兵或平民好，騎士漸漸受認可為貴族階層。變成貴族的騎士有更優渥的經濟收入，便升級成人馬都穿戴鎧甲的重騎兵，是歐洲戰力最強的兵種，亦是十字軍的主力，日益普及的天主教教義與道德觀也開始約束騎士行為。
到了16世纪，火枪、火炮等熱兵器相繼發達之後，盔甲失去了必要性，致使騎士的存在受到重大打擊，也促成戰爭模式的轉變－騎兵不再穿著重鎧也不使用騎槍衝鋒，改穿軍服配戴軍刀與火器，此類火槍騎兵被稱為龍騎兵。
骑士的頭銜随时代的演進與轉變，在現代已變成國家授予傑出貢獻者的榮譽頭銜。

## 职责
受基督教，騎士必須遵行「騎士教條」，大意為忠義勇敢並具備鋤強扶弱的任俠精神，對妻子或情人展現紳士風度，但現實中騎士除了打仗與戀愛以外很少能做到道德面的要求。
騎士除了作戰外，在每年的某段日子還需參與一些競技活動。這些競技活動都有特別的名稱：
- 兩個騎士在馬背上，以比武用騎槍（lance）將對方擊落馬的競技活動稱為「馬上比武」，馬上比武用騎槍和盔甲都與實戰的款式不同，比武用騎槍多半是用無尖的皇冠狀或杯型槍頭，且槍身採用空心或刻劃出溝槽（容易折斷）的白楊木，盔甲在左胸也有特別強化的金屬板好抵抗衝擊，比武用的馬鞍亦沒有後橋，使騎士受擊後容易摔落，有時候一方落地比賽仍要以其他武器互毆，直到一方死亡、失去意識或是投降，投降或失去意識一方將會變成贏家的俘虜，家屬得要支付贖金才可將其贖回。
- 兩組以上的騎士進行上述的競技活動稱為「比武大會」。

這些競技活動，最早出現的用意是國王為了將貴族們調動到身邊來就近監視，亦可藉此保持騎士的戰鬥素质。

## 地位
騎士屬於貴族階級的最低層，通常只擁有一小塊封地（庄园）。是專職的軍人，為自己效忠的領主作戰。
此外骑士是平民唯一能取得的贵族头衔，但中世紀貴族思想濃厚，非常重視血統及出身，因此平民因戰功晉封成骑士的案例仍舊非常稀少。

## 成為騎士的過程
成為騎士是每一個中古男孩的夢想，訓練一個男孩成為騎士需時14年。在這段期間，受訓的男孩最初要跟随领主夫人担任侍童，学习禮儀；之后要學習「骑士七艺」：游泳、投枪、击剑、骑术、狩獵、弈棋、诗歌，又要為領主或負責訓練他的騎士工作。
其受封儀式一開始僅僅是簡單地以劍輕拍受施者的右肩並予以授名，但隨著時間的過去，此一過程卻漸漸變的十分艱苦。以下是一個中古男孩要成為騎士的過程。
1. 首先要出生於中古時代歐洲的貴族家庭。在七歲時，其將被送到另一個騎士家裡作侍童（page），以學習各種騎士的禮儀。在十四歲那年，將成為侍從（squire），接受各種訓練及學習「俠義精神」。
2. 到了二十一歲時，他已準備成為一位騎士。在受封為騎士之前，首先要潔淨自己，然後穿上白色的衣服及紅色袍子：白衣表示自身的潔淨，紅袍喻意準備隨時勇戰受傷（也存在未滿二十一歲就受封為騎士的情況，例如諾曼底公爵威廉一世在十五歲時已被亨利封為騎士）。
3. 穿好衣服後，要禁食一天，拿著劍在盾牌面前向耶和華禱告，禱告內容包括求神寬恕己罪，聖潔己身，承諾保護教會及發誓「持強扶弱」，此時，任何不認同將此侍從提升为骑士的人，皆可去破壞盾牌，侍從必須以劍捍衛其盾牌。
4. 最後，將站在授與者的面前。授與者會放平其劍，按在其右肩上（見右圖），有時候會用無劍尖的慈悲之劍（英语：Curtana）來進行此儀式，施以祝福。這樣便完成受封儀式，他亦正式成為騎士。

## 宣誓
騎士在冊封典禮上要說的誓詞，主要皆為類似以下的內容:
冊封者(領主，主教或者被冊封者的父親)所言——
- 強敵當前，無畏不懼！果敢忠義，無愧上帝！耿正直言，寧死不誑！保護弱者，無怪天理！此汝誓詞，永志不忘！崛為騎士！

對冊封者所言——
- 我將善待弱小。

(I will be kind to the weak.)
- 我將勇敢地面對強敵。

(I will be brave against the strong.)
- 我將毫無保留地對抗罪人。

(I will fight all who do wrong.)
- 我將為手無寸鐵的人而戰。

(I will fight for those who cannot fight.)
- 我將幫助那些向我求助的人。

(I will help those who call me for help.)
- 我將不傷害女士。

(I will harm no woman.)
- 我將幫助我的騎士兄弟。

(I will help my brother knight.)
- 我將真誠地對待友人。

(I will be true to my friends.)
- 我將對所愛至死不渝。

(I will be faithful in love.)

## 現代

### 英國封爵
至今仍保留授勛者持劍於獲勳者右肩、左肩輕點的儀式，但不再需要有以往的沐浴淨身、長時間跪拜的儀軌。
在英國的騎士封爵儀式完成後，男性可以在名字加上“Sir”，例如2016年獲封騎士的罗德·斯图尔特（Roderick David Stewart）即稱自己為「Sir Roderick David Stewart」 。而女性獲封騎士則可以在名字加上“Dame”，例如朱迪·丹奇爵士（“Dame Judith Olivia Dench”）。

### 宗教封爵
在2016年9月14日，台灣天主教會於台北市聖家堂舉辦「耶路撒冷聖墓騎士冊封」禮儀，男女共22位在耶路撒冷聖墓騎士總團長歐布萊恩〈O'Brien〉樞機主禮下進行，歐布萊恩〈O'Brien〉樞機授於男騎士馬刺與寶劍及女騎士十字胸章。

## 外部連結
- 歐洲騎士制度對中世紀社會發展的影響（繁體中文）
- awards intelligence